# سد وادي المويلح
سد وادي المويلح أو سد مويلح هو أحد سدود محافظة ضباء من منطقة تبوك الواقعة شمال المملكة العربية السعودية.

## نبذة
أُعلن ترسية مشروع إنشاء سد وادي المويلح سنة 2017 وقد كان بطول 168.5 متر طولي وارتفاع 12.5 متر وبسعة تخزينية تصل إلى 1.539.000 متر مكعب.

## أهداف إنشاء السد
تم إنشاء السد بغرض الاستعاضة.

## تكاليف السد الإجمالية
نُفذ سد وادي المويلح في مشروع مشترك تضمن أربع سدود بالمنطقة وقد بلغت تكلفتها الإجمالية 63 مليوون ريال.

## وصلات خارجية
- الموقع الرسمي لوزارة المياه والكهرباء السعودية